# Shao Fan Zhu
Shao Fan Zhu ist ein Wushu-Trainer, der heute in der Schweiz lebt und unterrichtet.

## Biographie
Shaofan Zhu stammt ursprünglich aus Vietnam (Seine Familie verliess das Land wegen des Vietnamkrieges.) und lebt seit Mitte der 1980er Jahre in der Schweiz. Er beherrscht eine grosse Zahl von nördlichen und südlichen Faust- und Waffenformen des Wushu, ist Experte für traditionelle Wushu-Tierformen und für traditionelles wie modernes Taijiquan.
Sein Grossmeister Fei Yuliang aus Nanjing lebt heute in Holland und ist Repräsentant des Beijing Wushu Instituts in Europa.
Seit 1998 ist Shaofan Zhu Träger des 6. Dan der Chinese Wushu Association.
Neben seiner eigenen Lehrtätigkeit im China Wushu Institut in St. Gallen ist Shaofan Zhu auch noch Nationaltrainer des Formen-Nationalteams der Swiss Wushu Federation.
Shaofan Zhu ist offizieller Vertreter der Chinese Health Qigong Association für die gesamte Schweiz.

## Sportliche Erfolge
Wushu Europameisterschaft 2000 – Rotterdam
- Goldmedaille in Taijiquan
- Goldmedaille in Taijijian

Wushu Weltmeisterschaft 1997 – Rom
- 12. Platz mit der traditionellen 42-er Taiji-Wettkampfform

Intl. Wushu Turnier 1996 – Nanjing
- Goldmedaille mit Chen-Stil Taiji